# Zeitgeist: Addendum
Zeitgeist: Addendum är en amerikansk film från 2008. Filmen är framställd utan vinstsyfte och finns tillgänglig för kostnadsfri nedladdning. Filmen karaktäriseras av upphovsmannen Peter Joseph som en samhällskritisk dokumentärfilm. Kritiker menar att filmen innehåller konspirationsteoretiska delar. Filmen lyfter som sin föregångare Zeitgeist fram vad som enligt upphovsmannen står bakom styrandet av USA och fractional-reserve banking. Filmen är uppdelad i tre delar. Uppföljaren producerades år 2011 vid namn Zeitgeist: Moving Forward.